# ورزشگاه شوارتزوالد
ورزشگاه شوارتزوالد (آلمانی: Schwarzwald-Stadion) یک ورزشگاه فوتبال در فرایبورگ، آلمان است.
این ورزشگاه که در سال ۱۹۵۴ تأسیس شده دارای ۲۴٬۰۰۰ نفر ظرفیت می‌باشد و ورزشگاه خانگی باشگاه فوتبال فرایبورگ بی محسوب می‌شود.

## نگارخانه

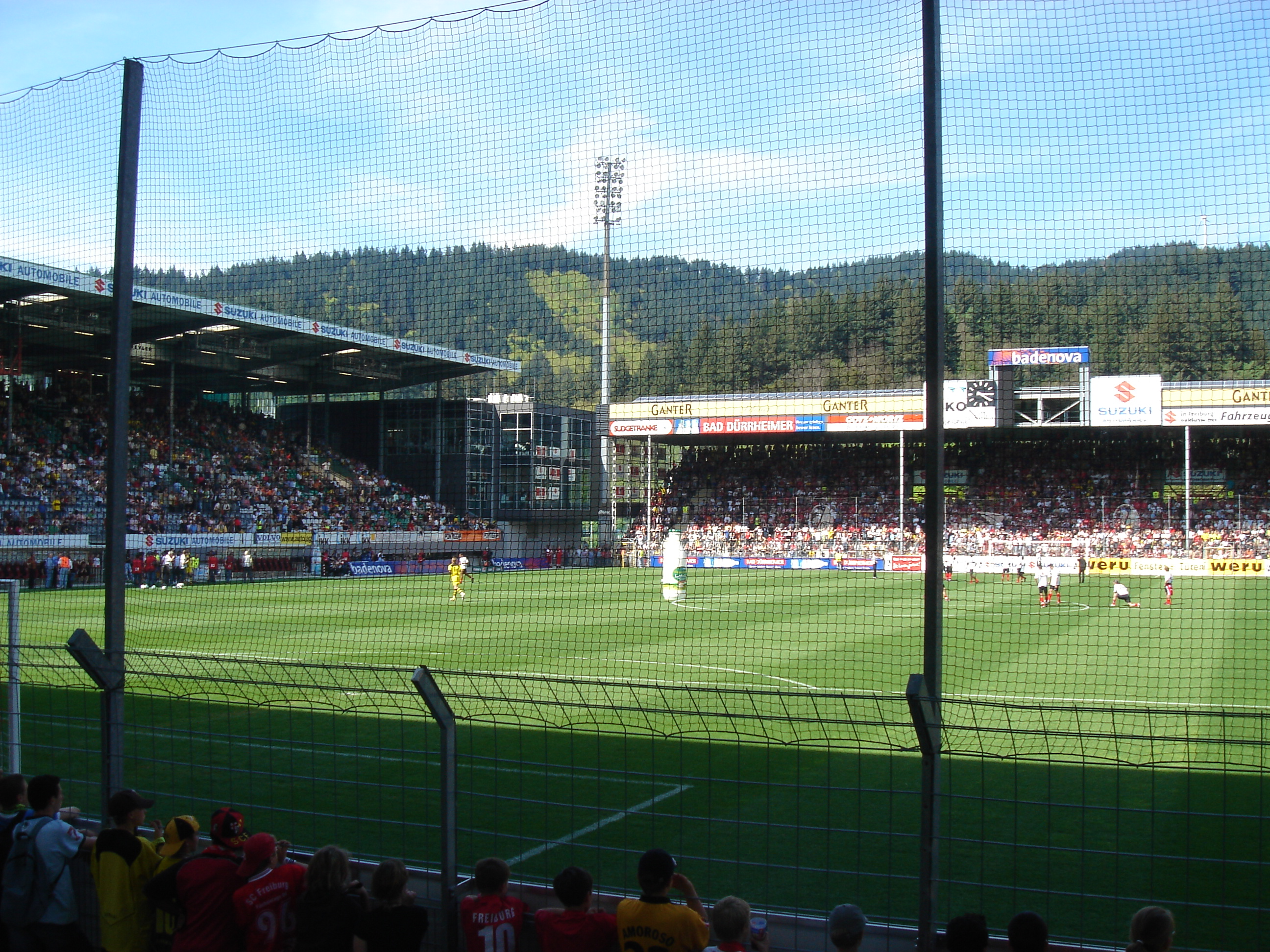
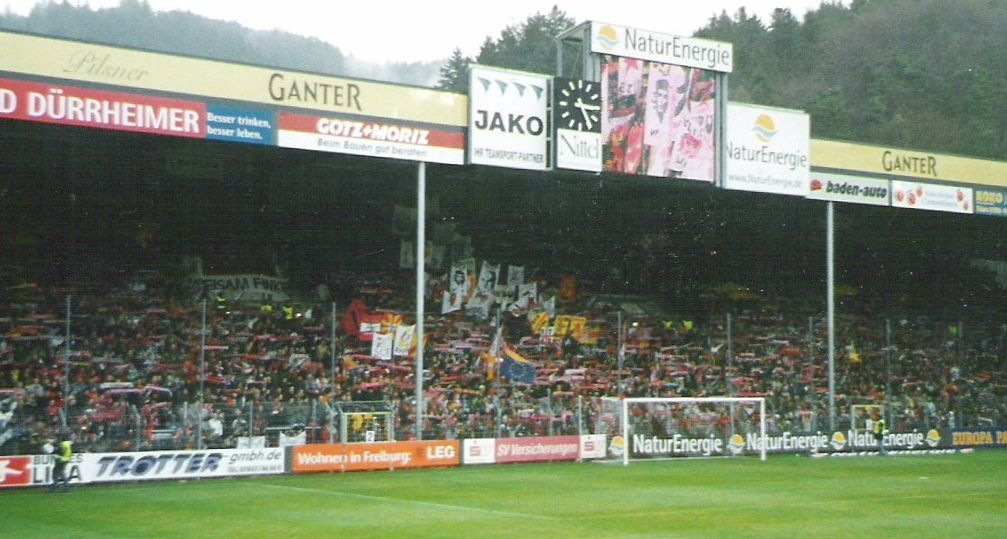
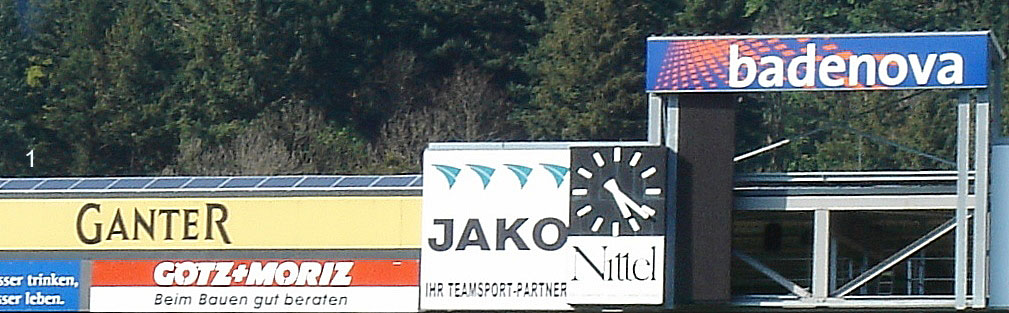